# Спажские
Спажские (Спашские) — русский княжеский род, ветвь Торусских князей. Прозвание род получил от Спажского княжества.
Согласно родословной Одинцевичей, составленной в первой половине XVI века, основателем этого рода, как и рода князей Конинских, был князь Семён Юрьевич, один из сыновей тарусского князя Юрия Михайловича, считающийся родоначальником нескольких княжеских родов, в том числе Мезецких, Волконских, Мышецких и Оболенских. Однако по именам князья Спажские по родословным неизвестны, упоминается только что они «захудали и извелись от войн татарских».
В родословной росписи князей Волконских, поданной в 1686 году, сообщается, что князья Борис и Михаил Мстиславичи, сыновья погибшего в 1380 году в Куликовской битве тарусского князя Мстислава Ивановича, «пришли жить на Павшино и с того времяни начали зватися Спажские». В этой же росписи упоминается, что во владении князя Ивана Дмитриевича Волконского находилось «Повшино». Борис и Михаил в родословной показаны бездетными, Спажское княжество перешло к князьям Волконским. В одном из синодиков упоминается князь Владимир Спажский, однако в росписях такой князь отсутствует. По предположению А. В. Щекова князья Спажские в 1427 году служили князю Фёдору Львовичу Воротынскому.
В Дворовой тетради 50-х годов XVI века упомянуты рязанцы «Ивашко Большой да Ивашко Меншой Аргамаковы дети Спашского». 